# Piercing
 Der er for få eller ingen kildehenvisninger i denne artikel, hvilket er et problem. Du kan hjælpe ved at angive troværdige kilder til de påstande, som fremføres i artiklen.

Piercing (fra eng. piercing, "gennemtrængning") er en type kropsudsmykning, der foretages ved isætning af smykker gennem huller i huden.
De almindeligste piercinger er huller i ørerne, men også ringe og stave i næse, øjenbryn og navle ses ofte. 
Til intime piercinger hører smykker i brystvorter og kønsdele.

## Piercing i subkulturer
Punkkulturen tog ansigtspiercingerne til sig, som en del af provokationerne; men der findes også subkulturer, der har ændring af kroppen som hovedformål.[kilde mangler]

## Piercing i oldtiden
Det er uvist præcist hvornår piercingen blev opfundet; Arkæologer har fundet flere eksempler på piercinger fra oldtiden: 
- I 1991 blev en 5000 år gammel mumie med piercede ører fundet i Alperne.
- Man mener at kvinder i Amazonas omkring 3000 år f.kr. havde piercinger i ører og næse.
- En 5500 år gammel iransk statue er fundet med adskillige piercinger i ørene.

Piercinger har haft forskellig betydning i oldtidens samfunds. I nogle samfund var piercinger tegn på en høj status, føde- og giftedygtig alder, beskyttelse mod magi og tegn på indtrædelse i de voksnes rækker. Dette sås til eksempel i Egypten, hvor det kun var medlemmer af kongefamilien og præster, som var tilladt at bære navlepiercing. I Etiopien fik kvinder sat store piercinger i underlæben, for at gøre dem mere attraktive til giftemål og for at øge medgiften den kommende goms familie skulle betale.

## Verdensrekord
Den skotske Elaine Davidson er den mest piercede kvinde i verden i Guinness rekordbog fra 2001.